# Carlo Galetti
Carlo Galetti   (Corsico, 26 d'agost de 1882 - Milà, 2 d'abril de 1949) va ser un ciclista italià, professional entre 1901 i 1921 i del 1929 a 1931. Era anomenat L'Uomo-cronometro. Durant la seva carrera professional aconseguí 40 victòries, destacant el Giro d'Itàlia de 1910 i 1911.
Galetti ja havia quedat segon en la primera edició del Giro d'Itàlia i va guanyar les dues edicions posteriors, el 1910 i 1911. El 1912 va guanyar el Giro formant part de l'equip Atala, guanyador de la classificació per equips d'aquell any i formada també per Giovanni Micheletto i Eberardo Pavesi.

## Palmarès
Palmarès de Carlo Galetti.
- 1904
  - Campió de Brianzola
  - 1r a la Menaggio-Como-Lecce-Menaggio
- 1905
  - Campió de Brianzola
- 1906
  - 1r a la Roma-Nàpols-Roma
  - 1r a la Milà-Roma i vencedor d'una etapa
  - 1r a la Cursa Nacional
  - 1r del Tour de Provença
  - 1r de la Lissone-Monza-Lissone
- 1907
  - 1r al Giro de Sicília i vencedor de 5 etapes
  - 1r de la Florència-Roma
- 1908
  - 1r al Giro de Sicília i vencedor de 3 etapes
  - 1r a la Cursa Vittorio-Emanuele III
  - 1r de la Copa Tradate
- 1910
  -  1r al Giro d'Itàlia i vencedor de 2 etapes
  - 1r a les Tres Copes Parabiago
  - 1r de la Mar-muntanya-llacs i vencedor de 2 etapes
- 1911
  -  1r al Giro d'Itàlia i vencedor de 3 etapes
  - 1r a les Tres Copes Parabiago
  - 1r a la Milà-Roma
- 1912
  -  1r al Giro d'Itàlia, formant part de l'equip Atala i vencedor d'una etapa. 1r de la classificació no oficial per temps
- 1918
  - 1r a la Milà-Roma i vencedor d'una etapa
- 1919
  - Campió d'Itàlia de mig fons

### Resultats al Giro d'Itàlia
- 1909. 2n de la classificació general
- 1910.  1r de la classificació general. Vencedor de 2 etapes
- 1911.  1r de la classificació general. Vencedor de 3 etapes
- 1912.  1r de la classificació general. Vencedor d'una etapa
- 1913. Abandona (4a etapa)
- 1914. Abandona (1a etapa)
- 1919. Abandona (9a etapa)
- 1921. Abandona (6a etapa)

### Resultats al Tour de França
- 1907. Abandona (6a etapa)
- 1908. Abandona (4a etapa)
- 1909. Abandona (3a etapa)